# Dağlıca (Kozan)
Dağlıca war der Name eines Dorfs (Köy) im Landkreis Kozan der türkischen Provinz Adana. Heute heißt es Orçan und ist ein Ortsteil (Mahalle) mit 370 Einwohnern (Stand: Ende 2024). Im Jahr 2011 zählte der Ort 295 Einwohner.